# Stephomyia espiralis
Stephomyia espiralis är en tvåvingeart som beskrevs av Maia 1993. Stephomyia espiralis ingår i släktet Stephomyia och familjen gallmyggor. Inga underarter finns listade i Catalogue of Life.